# Eloeophila minor
Eloeophila minor là một loài ruồi trong họ Limoniidae. Chúng phân bố ở miền Cổ bắc.